# Stomatium rouxii
Stomatium rouxii är en isörtsväxtart som beskrevs av L. Bol. Stomatium rouxii ingår i släktet Stomatium och familjen isörtsväxter. Inga underarter finns listade i Catalogue of Life.